# Olga Cygan
Pour les articles homonymes, voir Cygan.
Olga Cygan, née le 1er juillet 1980, est une escrimeuse polonaise, pratiquant l'épée.

## Palmarès

### Championnats d'Europe
- 2005 à Zalaegerszeg
  -  Médaille d'argent en fleuret par équipes
- 2000 à Funchal
  -  Médaille d'argent en fleuret individuel

### Championnats de Pologne
- en 1998 et 2007:
  - 2  Championne de Pologne en épée